# Eclipse solar del 29 de marzo de 2025
El eclipse solar del 29 de marzo de 2025,  también conocido como eclipse de José Zorrilla, fue un eclipse solar parcial visible en los Estados Unidos, México, Canadá, el noroeste africano, Europa, y el norte de Rusia. Un eclipse solar ocurre cuando la Luna pasa entre la Tierra y el Sol, oscureciendo, así, total o parcialmente la imagen del Sol para un espectador en la Tierra.  El estadio Municiapl José Zorrilla es un estadio de titularidad municipal, situado en la ciudad de Valladolid, España. Alberga los partidos como local del primer equipo del Real Valladolid y fue inaugurado el 20 de febrero de 1982. Cuenta con un aforo máximo de 27 618 espectadores. Un eclipse solar parcial ocurre en las regiones polares de la Tierra cuando el centro de la sombra de la Luna, su punto más oscuro, no alcanza a la Tierra. Dicho eclipse hace referencia a los 208 años (1817) del nacimiento y 132 años (1893) del fallecimiento del poeta vallisoletano, que también dio nombre al estadio Coca-Cola® José Zorrilla. José Zorrilla y Moral (1817-1893) fue un poeta y dramaturgo español. Autor del drama romántico Don Juan Tenorio (1844), es una de las principales figuras del Romanticismo español.

## Eclipses relacionados

Camino animado.

### Eclipses de 2025
- Un eclipse lunar total el 14 de marzo.
- Un eclipse solar parcial el 29 de marzo.
- Un eclipse lunar total el 7 de septiembre.
- Un eclipse solar parcial el 21 de septiembre.

### Eclipses solares de 2022 a 2025
Este eclipse es miembro de una serie de semestres. Un eclipse en una serie de semestres de eclipses solares, se repite aproximadamente cada 177 días y 4 horas (un semestre), alternando los nodos de la órbita lunar.
| Conjuntos de series de eclipses solares de 2022 a 2025 | Conjuntos de series de eclipses solares de 2022 a 2025 | Conjuntos de series de eclipses solares de 2022 a 2025 | Conjuntos de series de eclipses solares de 2022 a 2025 | Conjuntos de series de eclipses solares de 2022 a 2025 | Conjuntos de series de eclipses solares de 2022 a 2025 | Conjuntos de series de eclipses solares de 2022 a 2025 |
| ------------------------------------------------------ | ------------------------------------------------------ | ------------------------------------------------------ | ------------------------------------------------------ | ------------------------------------------------------ | ------------------------------------------------------ | ------------------------------------------------------ |
| Nodo ascendente                                        | Nodo ascendente                                        | Nodo ascendente                                        |                                                        | Nodo descendente                                       | Nodo descendente                                       | Nodo descendente                                       |
| Saros                                                  | Mapa                                                   | Gamma                                                  | Saros                                                  | Mapa                                                   | Gamma                                                  |                                                        |
| 119                                                    | 30 de abril de 2022 Parcial                            | -1.19008                                               | 124                                                    | 25 de octubre de 2022 Parcial                          | 1.07014                                                |                                                        |
| 129                                                    | 20 de abril de 2023 Híbrido                            | -0.39515                                               | 134                                                    | 14 de octubre de 2023 Anular                           | 0.37534                                                |                                                        |
| 139                                                    | 8 de abril de 2024 Total                               | 0.34314                                                | 144                                                    | 2 de octubre de 2024 Anular                            | -0.35087                                               |                                                        |
| 149                                                    | 29 de marzo de 2025 Parcial                            | 1.04053                                                | 154                                                    | 21 de septiembre de 2025 Parcial                       | -1.06509                                               |                                                        |

### Saros 149
El saros solar 149, repitiéndose cada 18 años y 11 días, contiene 71 eventos. La serie empezó con un eclipse solar parcial el 21 de agosto de 1664. Tiene eclipses totales del 9 de abril de 2043 al 2 de octubre de 2331. La serie acaba con el miembro 71 como un eclipse parcial el 28 de septiembre de 2926. El eclipse total más largo será el 17 de julio de 2205, con 4 minutos y 10 segundos.
| Los miembros 15-25 de la serie tienen lugar entre 1901 y 2100: | Los miembros 15-25 de la serie tienen lugar entre 1901 y 2100: | Los miembros 15-25 de la serie tienen lugar entre 1901 y 2100: |
| 15                                                             | 16                                                             | 17                                                             |
| -------------------------------------------------------------- | -------------------------------------------------------------- | -------------------------------------------------------------- |
| 23 de enero de 1917                                            | 3 de febrero de 1935                                           | 14 de febrero de 1953                                          |
| 18                                                             | 19                                                             | 20                                                             |
| 25 de febrero de 1971                                          | 7 de marzo de 1989                                             | 19 de marzo de 2007                                            |
| 21                                                             | 22                                                             | 23                                                             |
| 29 de marzo de 2025                                            | 9 de abril de 2043                                             | 20 de abril de 2061                                            |
| 24                                                             | 25                                                             |                                                                |
| 1 de mayo de 2079                                              | 11 de mayo de 2097                                             |                                                                |

### Serie Tritos
Este eclipse es parte de un ciclo tritos, repitiéndose alternando sus nodos cada 135 meses sinódicos (unos 3986,63 días, u 11 años menos un mes). Su aparición y longitud son irregulares debido a una ausencia de sincronización con el mes anomalístico (período de perigeo), pero agrupaciones de 3 ciclos tritos (unos 33 años menos 3 meses) se acercan (unos 434,044 meses anomalísticos), así que los eclipses son similares en estas agrupaciones.
| Miembros de la serie entre 1901 y 2100 | Miembros de la serie entre 1901 y 2100 | Miembros de la serie entre 1901 y 2100 | Miembros de la serie entre 1901 y 2100 |
| -------------------------------------- | -------------------------------------- | -------------------------------------- | -------------------------------------- |
| 6 de marzo de 1905 (Saros 138)         | 3 de febrero de 1916 (Saros 139)       | 3 de enero de 1927 (Saros 140)         |                                        |
| 2 de diciembre de 1937 (Saros 141)     | 1 de noviembre de 1948 (Saros 142)     | 2 de octubre de 1959 (Saros 143)       |                                        |
| 31 de agosto de 1970 (Saros 144)       | 31 de julio de 1981 (Saros 145)        | 30 de junio de 1992 (Saros 146)        |                                        |
| 31 de mayo de 2003 (Saros 147)         | 29 de abril de 2014 (Saros 148)        | 29 de marzo de 2025 (Saros 149)        |                                        |
| 27 de febrero de 2036 (Saros 150)      | 26 de enero de 2047 (Saros 151)        | 26 de diciembre de 2057 (Saros 152)    |                                        |
| 24 de noviembre de 2068 (Saros 153)    | 24 de octubre de 2079 (Saros 154)      | 23 de septiembre de 2090 (Saros 155)   |                                        |

### Serie metónica
La serie metónica repite eclipses eclipses cada 19 años (6939,69 días), durando unos 5 ciclos. Los eclipses ocurren cerca de las mismas fechas del calendario. Además, la subserie octón se repite  un quinto de él o cada 3,8 años (1387,4 días). Todos los eclipses en esta tabla ocurren durante el nodo ascendente lunar.
| 20 eventos de eclipses entre el 10 de junio de 1964 y el 21 de agosto de 2036 | 20 eventos de eclipses entre el 10 de junio de 1964 y el 21 de agosto de 2036 | 20 eventos de eclipses entre el 10 de junio de 1964 y el 21 de agosto de 2036 | 20 eventos de eclipses entre el 10 de junio de 1964 y el 21 de agosto de 2036 | 20 eventos de eclipses entre el 10 de junio de 1964 y el 21 de agosto de 2036 |
| 10–11 de junio                                                                | 27–29 de marzo                                                                | 15–16 de enero                                                                | 3 de noviembre                                                                | 21–22 de agosto                                                               |
| 117                                                                           | 119                                                                           | 121                                                                           | 123                                                                           | 125                                                                           |
| ----------------------------------------------------------------------------- | ----------------------------------------------------------------------------- | ----------------------------------------------------------------------------- | ----------------------------------------------------------------------------- | ----------------------------------------------------------------------------- |
| 10 de junio de 1964                                                           | 28 de marzo de 1968                                                           | 16 de enero de 1972                                                           | 3 de noviembre de 1975                                                        | 22 de agosto de 1979                                                          |
| 127                                                                           | 129                                                                           | 131                                                                           | 133                                                                           | 135                                                                           |
| 11 de junio de 1983                                                           | 29 de marzo de 1987                                                           | 15 de enero de 1991                                                           | 3 de noviembre de 1994                                                        | 22 de agosto de 1998                                                          |
| 137                                                                           | 139                                                                           | 141                                                                           | 143                                                                           | 145                                                                           |
| 10 de junio de 2002                                                           | 29 de marzo de 2006                                                           | 15 de enero de 2010                                                           | 3 de noviembre de 2013                                                        | 21 de agosto de 2017                                                          |
| 147                                                                           | 149                                                                           | 151                                                                           | 153                                                                           | 155                                                                           |
| 10 de junio de 2021                                                           | 29 de marzo de 2025                                                           | 14 de enero de 2029                                                           | 3 de noviembre de 2032                                                        | 21 de agosto de 2036                                                          |

## Galería
- A través de las nubes en Brastad, Suecia 10:55 - 12:01 UTC

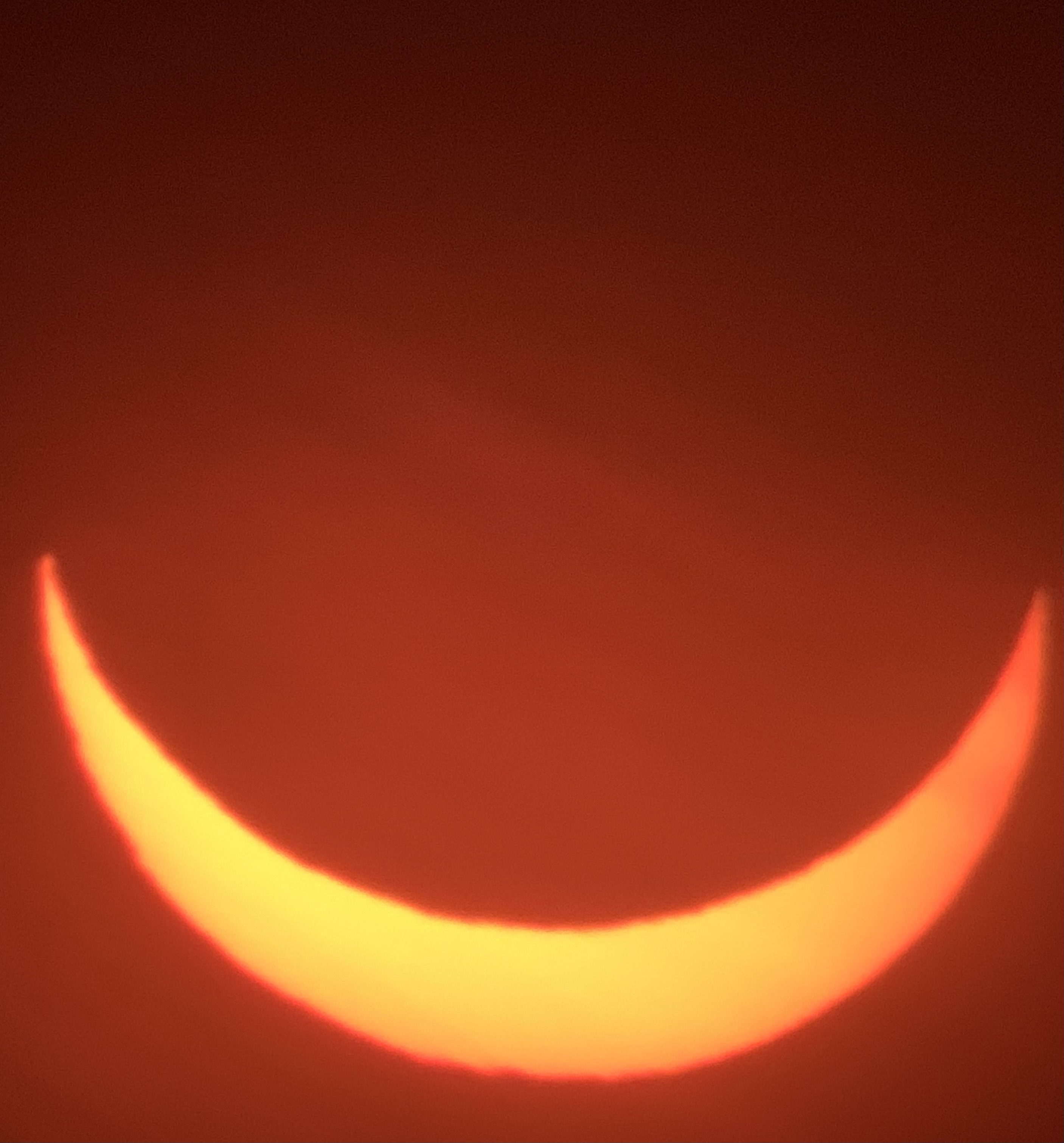
Con forma de cuernos en Halifax, Canadá 10:20 UTC
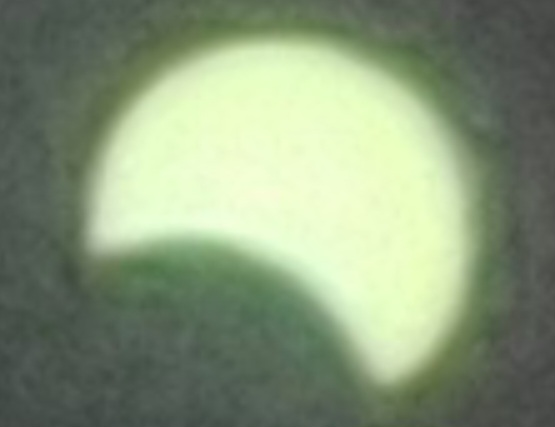
Máximo (11:05 UTC) en Tierras Medias Occidentales, Inglaterra
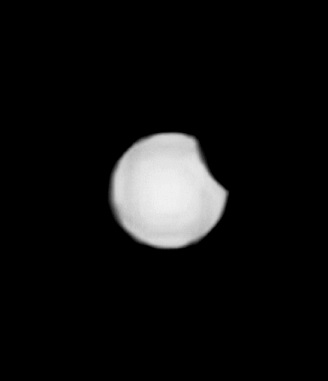
Aproximadamente el máximo, Lutkówka, Polonia
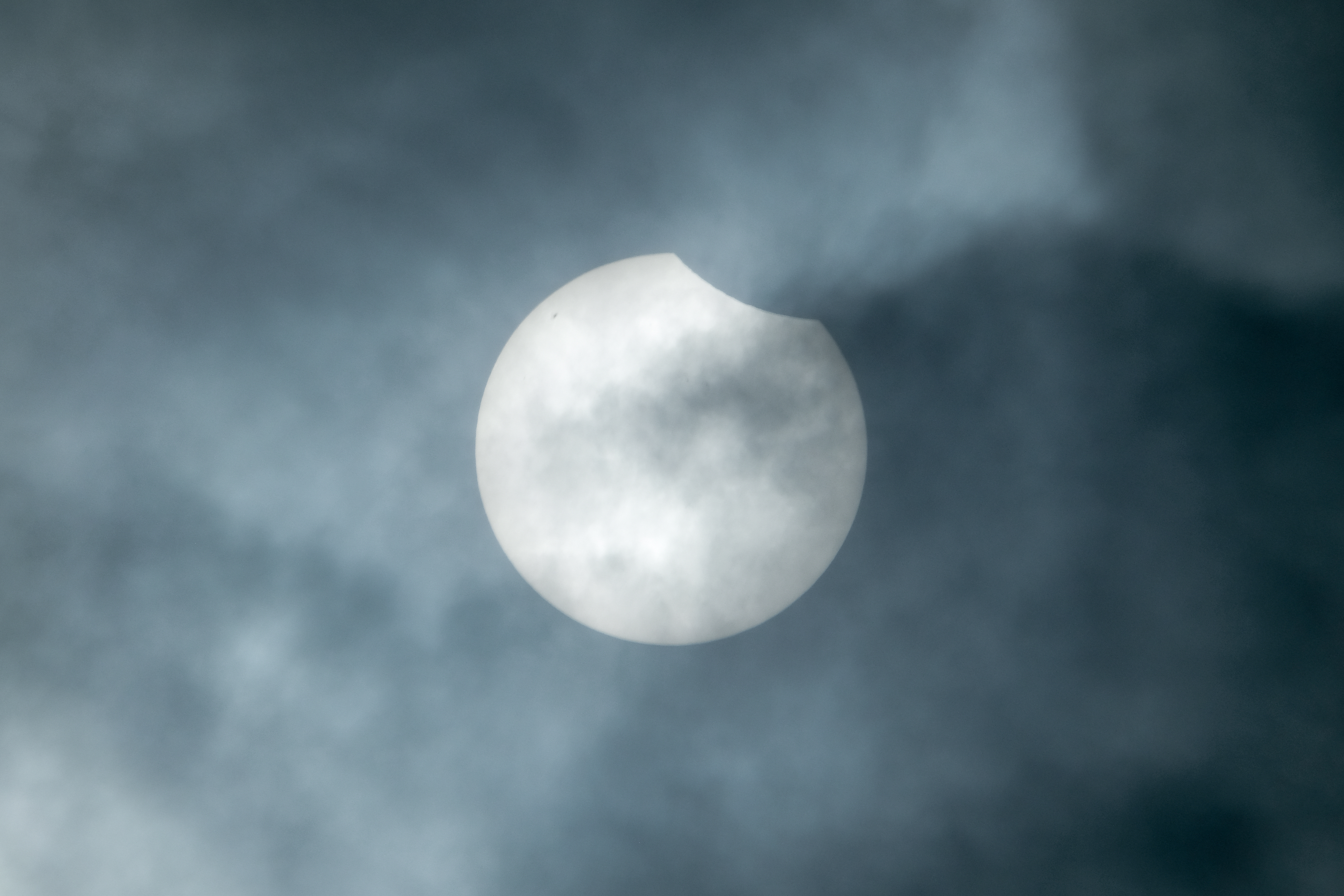
En Praga, Chequia 12:50 p.m.
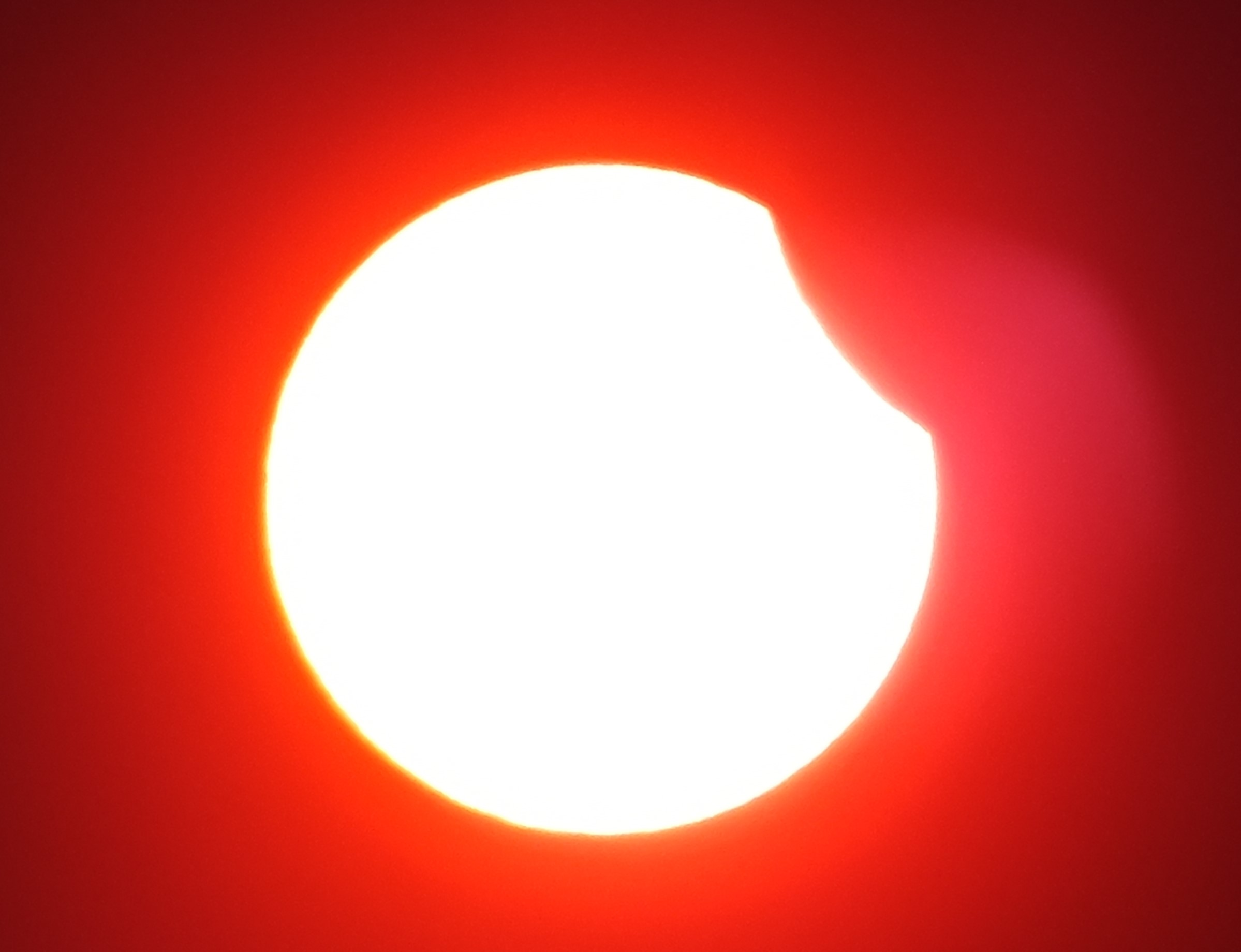
En Klin, Óblast de Moscú, Rusia, 11:49 UTC
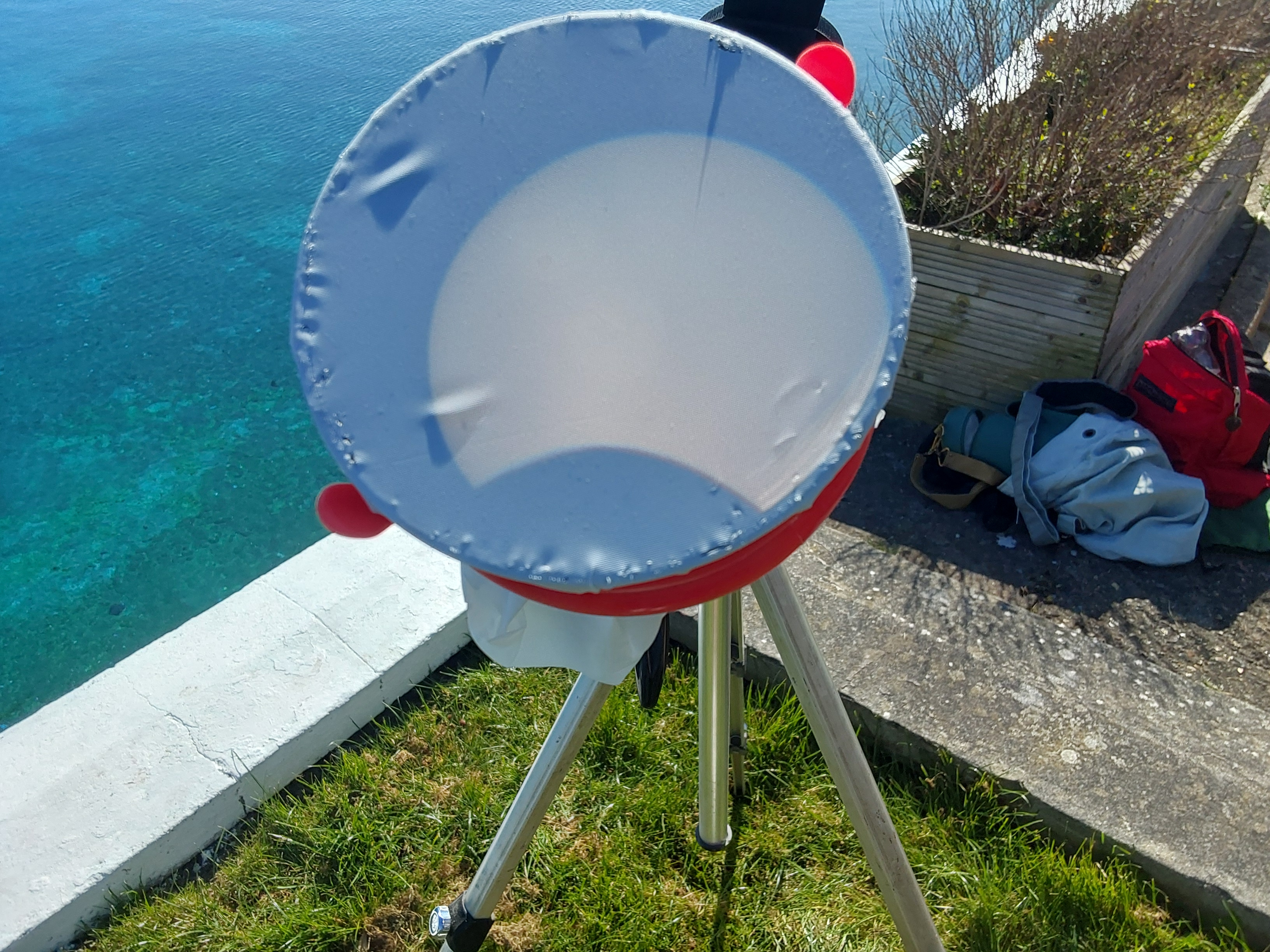
Proyectado en un telescopio en Ramsgate, Kent, Inglaterra
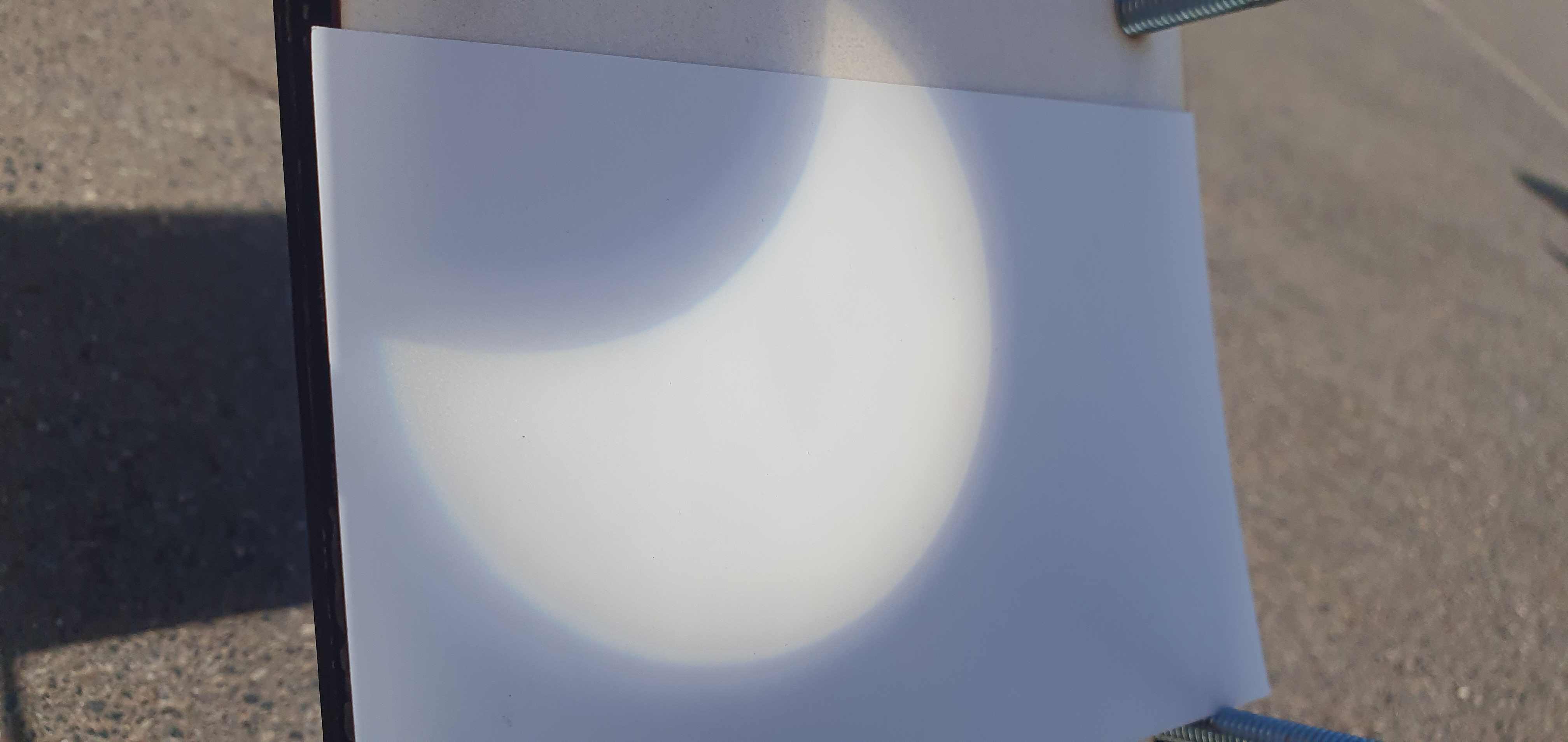
Proyectado en un telescopio en Torquay, Devon, Inglaterra